# Мінне поле

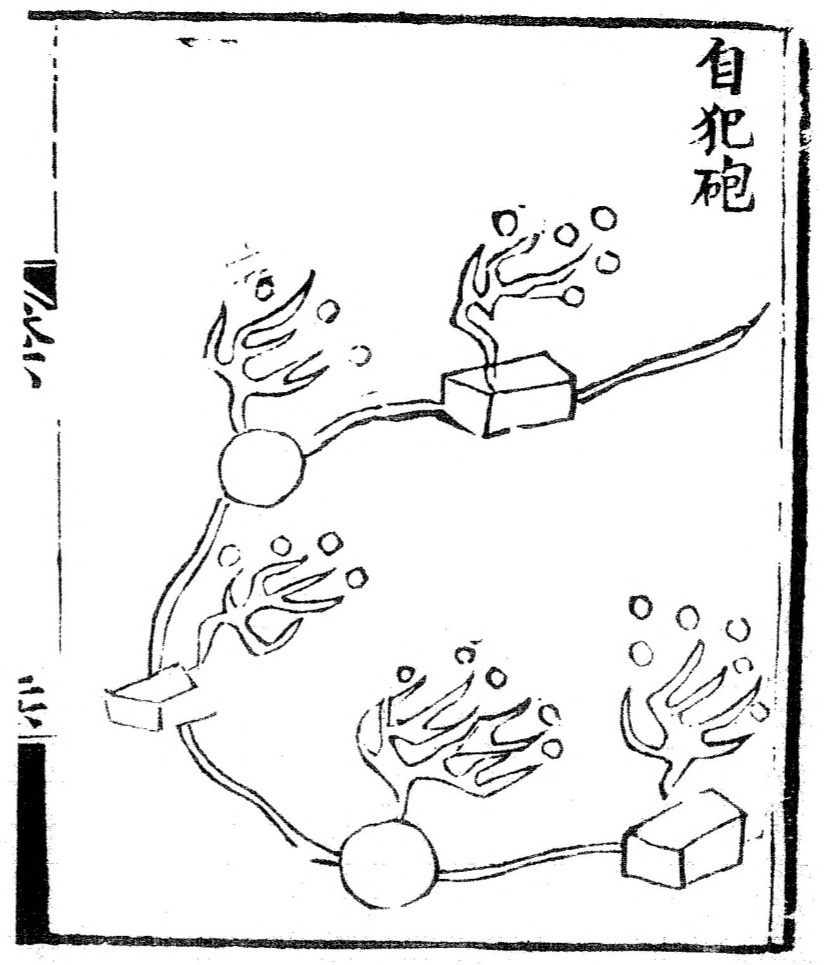
Схема мінного поля. Китай. 14 століття

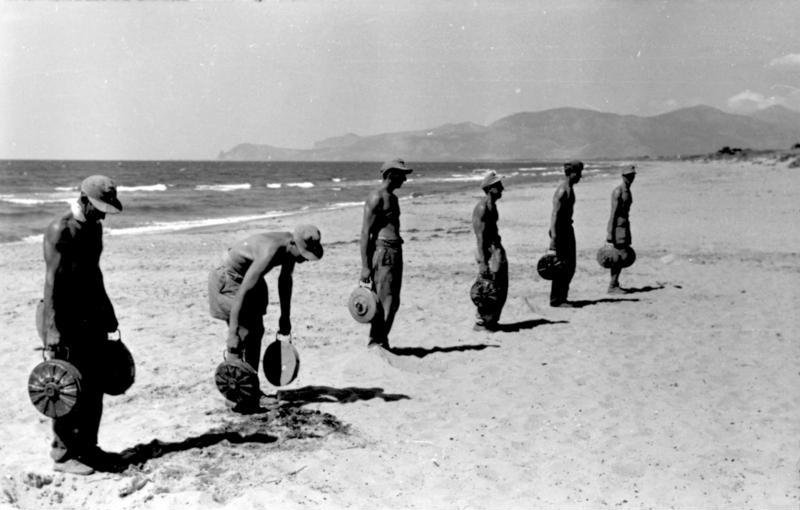
Обладнання мінного поля італійською стройовою обслугою в польових умовах. Італія. 1943

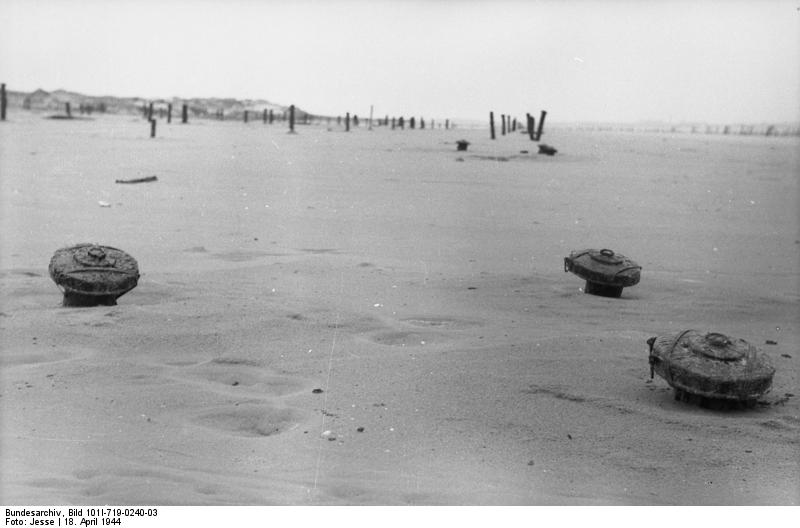
Мінне поле. Атлантичний вал. Літо 1944

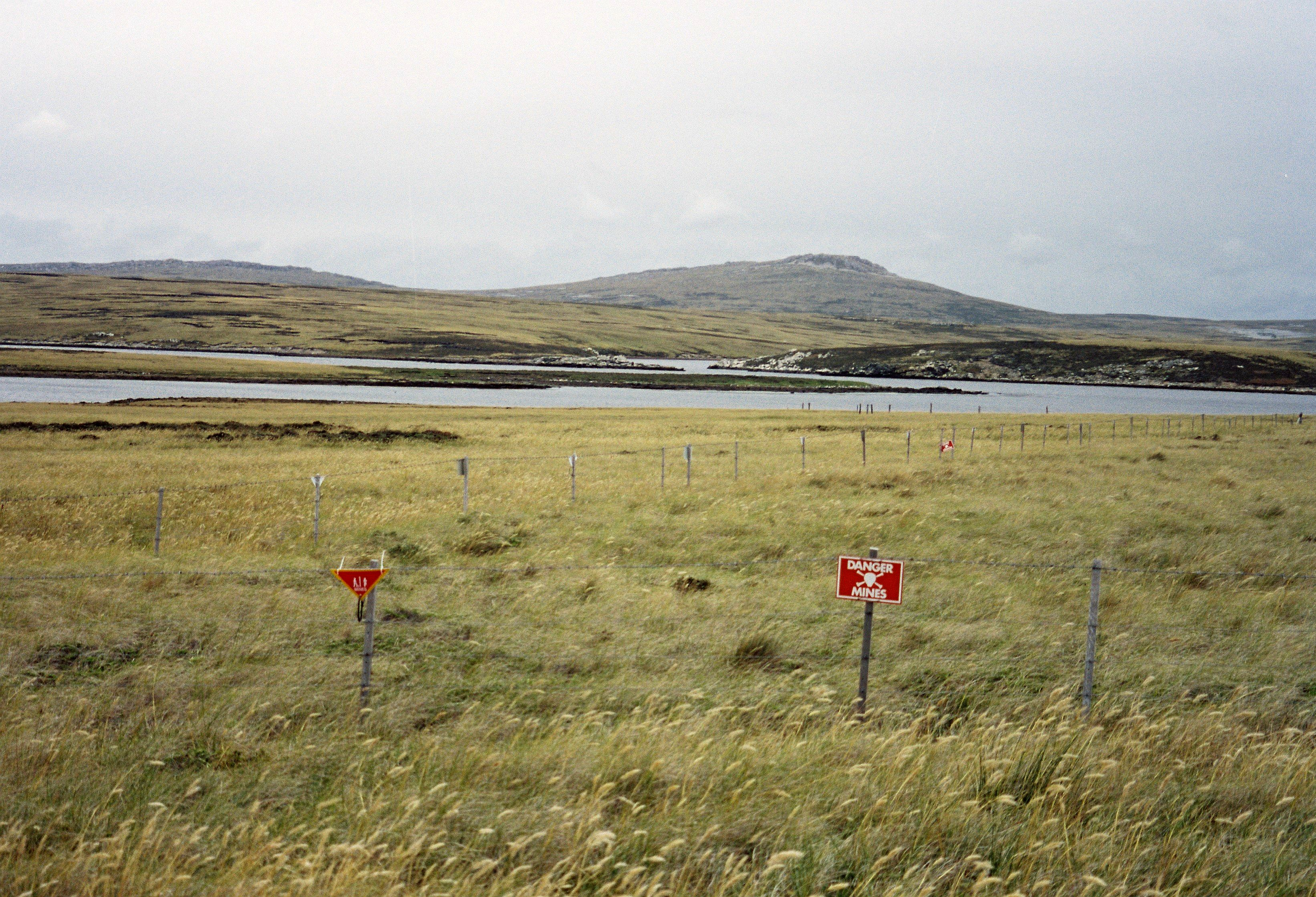
Аргентинське мінне поле після англо-аргентинської війни. Фолклендські острови.

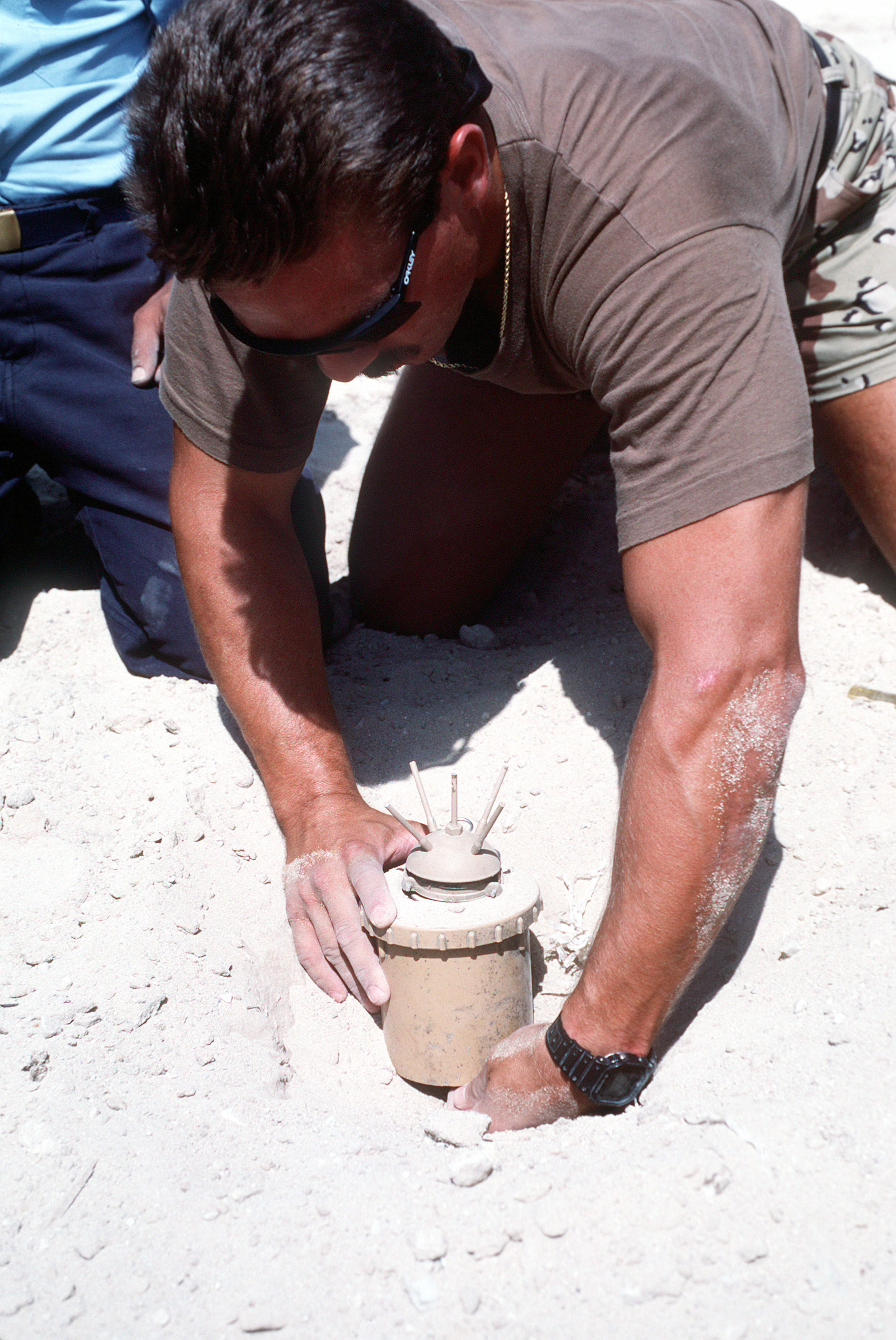
Розмінування протипіхотного мінного поля. Кувейт. 14 вересня 1992

Мі́нне по́ле — ділянка місцевості (акваторії), на якій встановлені міни. Мінні поля є основою мінно-вибухових загороджень. Загороджувальна якість мінного поля обумовлена високою ефективністю мін: їх постійною здатністю уражати рухому наземну і плаваючу військову техніку і живу силу противника, високою стійкістю до дії ядерного вибуху, вогню артилерії і ударів авіації. Мінні поля важкодолані і, як правило, не вимагають залучення особового складу для їх обслуговування.

## Призначення
За цільовим призначенням мінні поля бувають протитанковими, протипіхотними, протидесантними, змішаними, а за способом приведення в дію — керованими і некерованими. В залежності від бойової обстановки, типу мін, місцевості, наявність сил і засобів, мінні поля встановлюється завчасно або в ході бою, з маскуванням — заглибленням в ґрунт (у сніг) і без маскування — на ґрунт (на сніг), вручну або за допомогою засобів механізації. Поява баражуючих боєприпасів дозволяє створювати повітряні мінні поля.
Основними параметрами мінних полів є:
- витрата мін на 1 км фронту мінного поля,
- його глибина і протяжність по фронту (довжина).
- Протяжність мінного поля може складати від декількох десятків метрів до декількох кілометрів.

Основним кількісним показником ефективності мінного поля є імовірність ураження цілі. Інколи як показник ефективності береться тривалість затримки противника на мінному полі.

## Характеристики мінних полів
Для протитанкового мінного поля витрата мін зазвичай становить від 300 до 1000 і більше одиниць на 1 км фронту мінного поля. Глибина мінного поля може створюватися в межах 20–200 м, а інколи і більш. Щоб ускладнити противникові розвідку і знешкодження протитанкового мінного поля, частина мін в ньому може встановлюватися в положення на невитягування. З цією ж метою створюються і змішані мінні поля, в яких поряд з протитанковими мінами встановлюються і протипіхотні. Для протипіхотного мінного поля витрата мін, як правило, становить 2000 і більш фугасних або 200 і більш осколкових мін на 1 км фронту мінного поля.
Глибина протипіхотного мінного поля може бути від декількох метрів до декількох сотень метрів. Протидесантні мінні поля створюються на водних перешкодах, а також у прибережній смузі морів на невеликих (звичайно до 5 м) глибинах в цілях поразки плаваючої військової техніки, десантно-висадочних і переправно-десантних засобів противника. Залежно від типу мін, що застосовуються, вони можуть встановлюватися в декілька рядів з витратою від декількох десятків до кількох сотень мін на 1 км фронту мінного поля.
Для введення противника в оману відносно дійсного розташування мінного поля можуть створюватися хибні мінні поля. При цьому проводяться всі заходи, пов'язані з влаштуванням бойового мінного поля (уривка і маскування лунок, прорізання дерну мінними загороджувачами тощо), але бойові міни не встановлюються.
Міни керованих мінних полів (КМП) можуть по команді (по радіо або дротам) переводитися з безпечного стану в бойове і навпаки. На керованому мінному полі створюється можливість з пунктів управління здійснювати виборче або одночасне підривання мін. При переведенні керованого мінного поля в безпечний стан через нього допускається рух своїх військ. Керовані мінні поля встановлюються, як правило, завчасно в глибині оборони на напрямах передбачуваного маневру своїх військ, для прикриття флангів, командних пунктів, позицій ракетних військ і інших важливих об'єктів, а також на окремих ділянках перед переднім краєм. Вибух міни спричиняється дією цілі на неї або по команді з пункту управління.
Для підривання на протипіхотному керованому мінному полі міни, груп мін або всіх мін одночасно застосовуються командний і виконавчий прилади. При управлінні по дротах пункт управління може знаходитися на видаленні до 1000 м від керованого мінного поля, а при управлінні по радіо — в декількох десятках км.
На кожне встановлене мінне поле складається формуляр, який включає схему прив'язки мінного поля і легенду (текст пояснення). На схемі (зазвичай масштабу 1:5000  — 1:10 000) показують: контури мінного поля з прив'язкою його кутових точок до орієнтирів, що є на місцевості і на карті; азимути і відстані від основного орієнтиру до прив'язуваних точок; найближчі місцеві предмети і елементи місцевості дороги, мости, річки тощо) і розташування противника. На керованому мінному полі окрім формуляру складається журнал управління, в який заносяться схема розташування мінного поля і дані спостережень за ним.

## Мінні поля у військах НАТО
У військах НАТО введена єдина стандартна схема мінного поля і єдина система їх позначення на картах і місцевості, а також проходів і проміжків в них. Мінне поле за стандартною схемою складається з 3 мінних смуг і переднього «безладного краю», призначеного для утруднення пошуку меж мінного поля. Мінна смуга складається з 2 рядків вічок, в яких встановлюються протитанкові або протипіхотні міни, або ті та інші в поєднанні. Відстань між вічками в ряду і між мінними смугами складає відповідно 6 і 18 кроків, але залежно від місцевості може змінюватися.
В армії США передбачається установка наступних типів мінного поля:
- захисних — для прикриття від раптових атак противника невеликих підрозділів, позицій ракет, аеродромів і інших об'єктів;
- оборонних — для прикриття фронту, флангів і стиків в бойових порядках тих рот, батальйонів і бригад, що обороняються;
- загороджувальних — для зриву просування противника і прикриття своїх флангів і тилу;
- що турбують — з метою уповільнити і дезорганізувати просування противника, заборонити йому використання доріг і об'єктів (встановлюються зазвичай в глибині і є складовою частиною системи загород при відході);
- хибних — для введення противника в оману.

Крім того, передбачається установка спеціального мінного поля проти повітряних, морських і річкових десантів і при мінуванні доріг. Починаючи з 1960-х рр. в арміях широко застосовується засоби дистанційного мінування, що забезпечують установку мінного поля внакид з літаків, вертольотів, за допомогою ракет і артилерії. Під час війни у В'єтнамі літаки ВПС США встановлювали протипіхотні мінні поля завглибшки до декількох сотень метрів протяжністю до декількох кілометрів.